# Sportklub Rapid 2022-2023
Questa voce raccoglie le informazioni riguardanti lo Sportklub Rapid nelle competizioni ufficiali della stagione 2022-2023.

## Stagione
Nella stagione 2022-2023 il Rapid Vienna, allenato da Ferdinand Feldhofer e Zoran Barišić, concluse il campionato di Bundesliga al 4º posto. In ÖFB-Cup il Rapid Vienna perse la finale con lo Sturm Graz. In Conference League il Rapid Vienna fu eliminato ai playoff dal Vaduz.

## Rosa
| N. |                        | Ruolo | Calciatore            |
| -- | ---------------------- | ----- | --------------------- |
| 2  | Paesi Bassi (bandiera) | D     | Denso Kasius          |
| 5  | Austria (bandiera)     | C     | Roman Kerschbaum      |
| 6  | Austria (bandiera)     | D     | Kevin Wimmer          |
| 7  | Germania (bandiera)    | A     | Nicolas Kühn          |
| 8  | Austria (bandiera)     | C     | Christoph Knasmüllner |
| 9  | Austria (bandiera)     | A     | Guido Burgstaller     |
| 13 | Austria (bandiera)     | D     | Thorsten Schick       |
| 14 | Serbia (bandiera)      | C     | Aleksa Pejić          |
| 16 | Slovenia (bandiera)    | C     | Dejan Petrovič        |
| 17 | Austria (bandiera)     | D     | Christopher Dibon     |
| 18 | Austria (bandiera)     | A     | Oliver Strunz         |
| 19 | Austria (bandiera)     | D     | Michael Sollbauer     |
| 20 | Austria (bandiera)     | D     | Maximilian Hofmann    |
| 21 | Austria (bandiera)     | P     | Bernhard Unger        |
| 22 | Slovacchia (bandiera)  | D     | Martin Koscelník      |
| 23 | Austria (bandiera)     | D     | Jonas Auer            |
| 24 | Austria (bandiera)     | C     | Patrick Greil         |

| N. |                        | Ruolo | Calciatore               |
| -- | ---------------------- | ----- | ------------------------ |
| 25 | Austria (bandiera)     | P     | Paul Gartler             |
| 26 | Austria (bandiera)     | D     | Martin Moormann          |
| 27 | Austria (bandiera)     | A     | Marco Grüll              |
| 28 | Austria (bandiera)     | C     | Moritz Oswald            |
| 29 | Austria (bandiera)     | A     | Ante Bajić               |
| 33 | Austria (bandiera)     | D     | Marko Dijakovic          |
| 34 | Austria (bandiera)     | C     | Nikolas Sattlberger      |
| 36 | Austria (bandiera)     | D     | Aristot Tambwe-Kasengele |
| 37 | Austria (bandiera)     | D     | Pascal Fallmann          |
| 38 | Paesi Bassi (bandiera) | A     | Ferdy Druijf             |
| 41 | Austria (bandiera)     | A     | Bernhard Zimmermann      |
| 42 | Austria (bandiera)     | C     | Lion Schuster            |
| 43 | Austria (bandiera)     | D     | Leopold Querfeld         |
| 45 | Austria (bandiera)     | P     | Niklas Hedl              |
| 50 | Austria (bandiera)     | P     | Laurenz Orgler           |
| 77 | Serbia (bandiera)      | A     | Dragoljub Savić          |

## Organigramma societario
Area tecnica
- Allenatore: Zoran Barišić
- Allenatore in seconda: Thomas Hickersberger, Daniel Seper
- Preparatore dei portieri: Jürgen Macho
- Preparatori atletici: Julian Helml, Tony Prünster, Alexander Steinbichler

## Calciomercato

### Sessione estiva
| Acquisti | Acquisti            | Acquisti           | Acquisti |
| R.       | Nome                | da                 | Modalità |
| -------- | ------------------- | ------------------ | -------- |
| A        | Ante Bajić          | Ried               |          |
| A        | Guido Burgstaller   | St. Pauli          |          |
| C        | Patrick Greil       | Austria Klagenfurt |          |
| C        | Roman Kerschbaum    | Admira Wacker M.   |          |
| D        | Martin Koscelník    | Slovan Liberec     |          |
| A        | Nicolas Kühn        | Bayern Monaco II   |          |
| C        | Aleksa Pejić        | Šachcër Salihorsk  |          |
| C        | Nikolas Sattlberger | Rapid Vienna U18   |          |

| Cessioni | Cessioni         | Cessioni          | Cessioni |
| R.       | Nome             | a                 | Modalità |
| -------- | ---------------- | ----------------- | -------- |
| A        | Yusuf Demir      | Galatasaray       |          |
| A        | Rene Kriwak      | Hartberg          |          |
| D        | Emanuel Aiwu     | Cremonese         |          |
| C        | Srđan Grahovac   | Çaykur Rizespor   |          |
| A        | Koya Kitagawa    | Shimizu S-Pulse   |          |
| C        | Benjamin Kanurić | Arminia Bielefeld |          |
| A        | Kelvin Arase     | Karlsruhe         |          |
| D        | Leo Greiml       | Schalke 04        |          |
| C        | Robert Ljubičić  | Dinamo Zagabria   |          |
| D        | Lukas Sulzbacher | WSG Tirol         |          |

### Sessione invernale
| Acquisti | Acquisti     | Acquisti | Acquisti |
| R.       | Nome         | da       | Modalità |
| -------- | ------------ | -------- | -------- |
| D        | Denso Kasius | Bologna  |          |

| Cessioni | Cessioni | Cessioni | Cessioni |
| R.       | Nome     | a        | Modalità |
| -------- | -------- | -------- | -------- |

## Risultati

### Bundesliga

#### Girone di andata
| Arbitro: | Altmann |

|                |           |  |
| Zimmermann 77’ | Marcatori |  |

| Arbitro: | Schüttengruber |

|  |           |                        |
|  | Marcatori | 67’ (rig.) Burgstaller |

| Arbitro: | Ebner |

|                 |           |                |
| Burgstaller 21’ | Marcatori | 70’ Surdanovic |

| Arbitro: | Gishamer |

|                            |           |           |
| Goiginger 10’ Nakamura 43’ | Marcatori | 90’ Grüll |

| Arbitro: | Altmann |

|                                              |           |           |
| Burgstaller 26’, 52’, 71’ Grüll 68’ Kühn 90’ | Marcatori | 45’ Aydın |

| Arbitro: | Jäger |

|          |           |                                |
| Kühn 15’ | Marcatori | 25’ Wüthrich 86’ (rig.) Horvat |

| Arbitro: | Ciochirca |

|  |           |          |
|  | Marcatori | 9’ Demir |

| Arbitro: | Gishamer |

|                |           |                                   |
| Zimmermann 90’ | Marcatori | 10’ (rig.) Baribo 14’, 65’ Malone |

| Arbitro: | Harkam |

|          |           |              |
| Šeško 1’ | Marcatori | 21’ Querfeld |

| Arbitro: | Kijas |

|  |           |                                                                 |
|  | Marcatori | 45’, 57’ (rig.) Burgstaller 52’ Grüll 78’ Druijf 81’ Zimmermann |

| Arbitro: | Schüttengruber |

|           |           |                             |
| Bajić 90’ | Marcatori | 4’ Husković 16’ (rig.) Fitz |

#### Girone di ritorno
| Arbitro: | Harkam |

|                      |           |  |
| Monschein 50’ (rig.) | Marcatori |  |

| Arbitro: | Muckenhammer |

|  |           |         |
|  | Marcatori | 6’ Pink |

| Arbitro: | Ciochirca |

|                                         |           |                                     |
| Surdanovic 36’ Teixeira 66’, 90’ (rig.) | Marcatori | 59’, 90’ Burgstaller 90’ Zimmermann |

| Arbitro: | Kijas |

|                 |           |  |
| Burgstaller 40’ | Marcatori |  |

| Arbitro: | Ebner |

|           |           |                          |
| Aydın 44’ | Marcatori | 16’ Grüll 88’ Zimmermann |

| Arbitro: | Altmann |

|                 |           |  |
| Affengruber 90’ | Marcatori |  |

| Arbitro: | Heiß |

|                                 |           |  |
| Strunz 53’, 81’ Burgstaller 85’ | Marcatori |  |

| Arbitro: | Schüttengruber |

|            |           |                          |
| Baribo 53’ | Marcatori | 24’ Greil 43’ Zimmermann |

| Arbitro: | Muckenhammer |

|                                |           |                                |
| Zimmermann 44’ Burgstaller 90’ | Marcatori | 4’ Seiwald 80’, 84’, 87’ Šeško |

| Arbitro: | Hameter |

|                            |           |  |
| Strunz 74’ Burgstaller 86’ | Marcatori |  |

| Arbitro: | Weinberger |

|                           |           |  |
| Tabaković 40’ Leidner 53’ | Marcatori |  |

### Poule scudetto

#### Girone di andata
| Arbitro: | Ebner |

|                                        |           |                 |
| Emegha 6’ Sarkaria 45’ Kiteishvili 70’ | Marcatori | 18’ Burgstaller |

| Arbitro: | Schüttengruber |

|                                    |           |          |
| Burgstaller 4’ Strunz 70’ Kühn 90’ | Marcatori | 59’ Soto |

| Arbitro: | Gishamer |

|                                          |           |                               |
| Burgstaller 15’ Kerschbaum 43’ Grüll 84’ | Marcatori | 28’ Gruber 31’, 78’ Tabaković |

| Arbitro: | Kijas |

|                            |           |            |
| Žulj 9’, 34’ Stojković 80’ | Marcatori | 52’ Druijf |

| Arbitro: | Altmann |

|                 |           |            |
| Burgstaller 44’ | Marcatori | 15’ Konaté |

#### Girone di ritorno
| Arbitro: | Schüttengruber |

|                |           |                        |
| Koïta 19’, 62’ | Marcatori | 70’ (rig.) Burgstaller |

| Arbitro: | Harkam |

|                         |           |                 |
| Tabaković 23’, 27’, 90’ | Marcatori | 36’ Burgstaller |

| Arbitro: | Hameter |

|                |           |               |
| Burgstaller 2’ | Marcatori | 85’ Goiginger |

| Arbitro: | Ebner |

|                                          |           |                              |
| Burgstaller 40’ Kerschbaum 45’ Grüll 66’ | Marcatori | 10’ Sarkaria 33’ Kiteishvili |

| Arbitro: | Gishamer |

|                                   |           |            |
| Karweina 59’ Sollbauer 72’ (aut.) | Marcatori | 70’ Druijf |

### ÖFB-Cup
| Arbitro: | Ciochirca |

|  |           |                 |
|  | Marcatori | 90’ Burgstaller |

| Arbitro: | Kijas |

|  |           |                       |
|  | Marcatori | 66’ Druijf 79’ Wimmer |

| Arbitro: | Gishamer |

|              |           |                                                   |
| Sabitzer 36’ | Marcatori | 6’ Grüll 74’ Kerschbaum 76’ Druijf 84’ Zimmermann |

| Arbitro: | Ebner |

|            |           |                                |
| Baribo 64’ | Marcatori | 83’ Sollbauer 106’, 108’ Bajić |

| Arbitro: | Harkam |

|                      |           |                  |
| Burgstaller 45’, 83’ | Marcatori | 90’ (rig.) Ziegl |

| Arbitro: | Jäger |

|  |           |                   |
|  | Marcatori | 66’, 85’ Sarkaria |

### Conference League

#### Fase di qualificazione
| Vienna 21 luglio 2022, ore 19:00 CEST Secondo turno - andata | Rapid Vienna | 0 – 0 referto | Lechia Danzica | Allianz Stadion (12 700 spett.)\| Arbitro: \| Masiyev \| |
| Arbitro:                                                     | Masiyev      |               |                |                                                          |

| Arbitro: | Dudic |

|               |           |                           |
| Zwoliński 82’ | Marcatori | 16’ Kühn 18’ (rig.) Grüll |

| Arbitro: | Bel |

|                     |           |                 |
| Jabir 43’ Saief 60’ | Marcatori | 90’ Burgstaller |

| Arbitro: | Saggi |

|                       |           |  |
| Grüll 66’ Druijf 112’ | Marcatori |  |

| Arbitro: | Tohver |

|            |           |            |
| Ulrich 10’ | Marcatori | 53’ Druijf |

| Arbitro: | Obrenović |

|  |           |           |
|  | Marcatori | 22’ Çiçek |

## Statistiche

### Statistiche di squadra
| Competizione      | Punti | In casa | In casa | In casa | In casa | In casa | In casa | In trasferta | In trasferta | In trasferta | In trasferta | In trasferta | In trasferta | Totale | Totale | Totale | Totale | Totale | Totale | DR  |
| Competizione      | Punti | G       | V       | N       | P       | Gf      | Gs      | G            | V            | N            | P            | Gf           | Gs           | G      | V      | N      | P      | Gf     | Gs     | DR  |
| ----------------- | ----- | ------- | ------- | ------- | ------- | ------- | ------- | ------------ | ------------ | ------------ | ------------ | ------------ | ------------ | ------ | ------ | ------ | ------ | ------ | ------ | --- |
| Bundesliga        | 33    | 11      | 5       | 1       | 5       | 18      | 14      | 11           | 5            | 2            | 4            | 16           | 12           | 22     | 10     | 3      | 9      | 34     | 26     | +8  |
| Poule scudetto    | -     | 5       | 2       | 3       | 0       | 11      | 8       | 5            | 0            | 0            | 5            | 5            | 13           | 10     | 2      | 3      | 5      | 16     | 21     | -5  |
| ÖFB-Cup           | -     | 2       | 1       | 0       | 1       | 2       | 3       | 4            | 4            | 0            | 0            | 10           | 2            | 6      | 5      | 0      | 1      | 12     | 5      | +7  |
| Conference League | -     | 3       | 1       | 1       | 1       | 2       | 1       | 3            | 1            | 1            | 1            | 4            | 4            | 6      | 2      | 2      | 2      | 6      | 5      | +1  |
| Totale            | 33    | 21      | 9       | 5       | 7       | 33      | 26      | 23           | 10           | 3            | 10           | 35           | 31           | 44     | 19     | 8      | 17     | 68     | 57     | +11 |

### Andamento in campionato
| Giornata  | 1 | 2 | 3 | 4 | 5 | 6 | 7 | 8 | 9 | 10 | 11 | 12 | 13 | 14 | 15 | 16 | 17 | 18 | 19 | 20 | 21 | 22 |
| --------- | - | - | - | - | - | - | - | - | - | -- | -- | -- | -- | -- | -- | -- | -- | -- | -- | -- | -- | -- |
| Luogo     | C | T | C | T | C | C | T | C | T | T  | C  | T  | C  | T  | C  | T  | T  | C  | T  | C  | C  | T  |
| Risultato | V | V | N | P | V | P | V | P | N | V  | P  | P  | P  | N  | V  | V  | P  | V  | V  | P  | V  | P  |
| Posizione | 4 | 1 | 2 | 5 | 3 | 4 | 3 | 4 | 4 | 4  | 4  | 4  | 5  | 7  | 4  | 4  | 5  | 4  | 4  | 4  | 4  | 4  |

Legenda:

Luogo: C = Casa; T = Trasferta. Risultato: V = Vittoria; N = Pareggio; P = Sconfitta.

### Statistiche dei giocatori
| Giocatore           | ÖFB-Cup  | ÖFB-Cup | ÖFB-Cup     | ÖFB-Cup    | Bundesliga | Bundesliga | Bundesliga  | Bundesliga | Europa Conference League Qual. | Europa Conference League Qual. | Europa Conference League Qual. | Europa Conference League Qual. | Totale   | Totale | Totale      | Totale     |
| Giocatore           | Presenze | Reti    | Ammonizioni | Espulsioni | Presenze   | Reti       | Ammonizioni | Espulsioni | Presenze                       | Reti                           | Ammonizioni                    | Espulsioni                     | Presenze | Reti   | Ammonizioni | Espulsioni |
| ------------------- | -------- | ------- | ----------- | ---------- | ---------- | ---------- | ----------- | ---------- | ------------------------------ | ------------------------------ | ------------------------------ | ------------------------------ | -------- | ------ | ----------- | ---------- |
| E. Aiwu             | 1        | 0       | 0           | 0          | 0          | 0          | 0           | 0          | 2                              | 0                              | 0                              | 0                              | 3        | 0      | 0           | 0          |
| J. Auer             | 5        | 0       | 1           | 0          | 19         | 0          | 5           | 0          | 5                              | 0                              | 0                              | 0                              | 29       | 0      | 6           | 0          |
| A. Bajić            | 5        | 2       | 0           | 0          | 15         | 1          | 4           | 1          | 4                              | 0                              | 0                              | 0                              | 24       | 3      | 4           | 1          |
| G. Burgstaller      | 6        | 3       | 0           | 0          | 22         | 13         | 4           | 0          | 6                              | 1                              | 0                              | 0                              | 34       | 17     | 4           | 0          |
| Y. Demir            | 1        | 0       | 0           | 0          | 1          | 1          | 0           | 0          | 3                              | 0                              | 1                              | 0                              | 5        | 1      | 1           | 0          |
| C. Dibon            | 1        | 0       | 0           | 0          | 2          | 0          | 0           | 0          | 0                              | 0                              | 0                              | 0                              | 3        | 0      | 0           | 0          |
| M. Dijakovic        | 0        | 0       | 0           | 0          | 0          | 0          | 0           | 0          | 0                              | 0                              | 0                              | 0                              | 0        | 0      | 0           | 0          |
| F. Druijf           | 4        | 2       | 1           | 0          | 14         | 1          | 1           | 0          | 3                              | 2                              | 0                              | 0                              | 21       | 5      | 2           | 0          |
| P. Fallmann         | 0        | 0       | 0           | 0          | 0          | 0          | 0           | 0          | 0                              | 0                              | 0                              | 0                              | 0        | 0      | 0           | 0          |
| P. Gartler          | 1        | 0       | 0           | 0          | 0          | 0          | 2           | 0          | 0                              | 0                              | 0                              | 0                              | 1        | 0      | 2           | 0          |
| P. Greil            | 6        | 0       | 1           | 0          | 18         | 1          | 0           | 0          | 4                              | 0                              | 0                              | 0                              | 28       | 1      | 1           | 0          |
| M. Grüll            | 6        | 1       | 0           | 0          | 20         | 4          | 6           | 0          | 6                              | 2                              | 2                              | 0                              | 32       | 7      | 8           | 0          |
| N. Hedl             | 5        | 0       | 0           | 0          | 22         | 0          | 0           | 0          | 6                              | 0                              | 0                              | 0                              | 33       | 0      | 0           | 0          |
| M. Hofmann          | 1        | 0       | 1           | 0          | 6          | 0          | 2           | 0          | 4                              | 0                              | 1                              | 0                              | 11       | 0      | 4           | 0          |
| D. Kasius           | 2        | 0       | 0           | 0          | 6          | 0          | 2           | 0          | 0                              | 0                              | 0                              | 0                              | 8        | 0      | 2           | 0          |
| R. Kerschbaum       | 5        | 1       | 0           | 0          | 18         | 0          | 5           | 0          | 3                              | 0                              | 1                              | 0                              | 26       | 1      | 6           | 0          |
| C. Knasmüllner      | 4        | 0       | 0           | 0          | 11         | 0          | 1           | 0          | 1                              | 0                              | 0                              | 0                              | 16       | 0      | 1           | 0          |
| M. Koscelník        | 3        | 0       | 0           | 0          | 15         | 0          | 2           | 0          | 5                              | 0                              | 2                              | 0                              | 23       | 0      | 4           | 0          |
| R. Kriwak           | 1        | 0       | 0           | 0          | 3          | 0          | 0           | 0          | 2                              | 0                              | 0                              | 0                              | 6        | 0      | 0           | 0          |
| N. Kühn             | 3        | 0       | 0           | 0          | 13         | 2          | 0           | 0          | 6                              | 1                              | 1                              | 0                              | 22       | 3      | 1           | 0          |
| M. Moormann         | 3        | 0       | 0           | 0          | 15         | 0          | 2           | 1          | 2                              | 0                              | 0                              | 0                              | 20       | 0      | 2           | 1          |
| L. Orgler           | 0        | 0       | 0           | 0          | 0          | 0          | 0           | 0          | 0                              | 0                              | 0                              | 0                              | 0        | 0      | 0           | 0          |
| M. Oswald           | 3        | 0       | 0           | 0          | 3          | 0          | 1           | 0          | 4                              | 0                              | 1                              | 0                              | 10       | 0      | 2           | 0          |
| A. Pejić            | 5        | 0       | 3           | 0          | 19         | 0          | 5           | 0          | 5                              | 0                              | 4                              | 0                              | 29       | 0      | 12          | 0          |
| D. Petrovič         | 0        | 0       | 0           | 0          | 3          | 0          | 0           | 0          | 0                              | 0                              | 0                              | 0                              | 3        | 0      | 0           | 0          |
| L. Querfeld         | 2        | 0       | 1           | 0          | 20         | 1          | 1           | 1          | 1                              | 0                              | 1                              | 0                              | 23       | 1      | 3           | 1          |
| N. Sattlberger      | 0        | 0       | 0           | 0          | 3          | 0          | 0           | 0          | 3                              | 0                              | 1                              | 0                              | 6        | 0      | 1           | 0          |
| D. Savić            | 0        | 0       | 0           | 0          | 2          | 0          | 0           | 0          | 2                              | 0                              | 0                              | 0                              | 4        | 0      | 0           | 0          |
| T. Schick           | 5        | 0       | 1           | 0          | 17         | 0          | 2           | 0          | 6                              | 0                              | 3                              | 0                              | 28       | 0      | 6           | 0          |
| L. Schuster         | 0        | 0       | 0           | 0          | 0          | 0          | 0           | 0          | 0                              | 0                              | 0                              | 0                              | 0        | 0      | 0           | 0          |
| M. Sollbauer        | 5        | 1       | 1           | 0          | 15         | 0          | 2           | 0          | 1                              | 0                              | 0                              | 0                              | 21       | 1      | 3           | 0          |
| O. Strunz           | 3        | 0       | 1           | 0          | 4          | 3          | 0           | 0          | 0                              | 0                              | 0                              | 0                              | 7        | 3      | 1           | 0          |
| A. Tambwe-Kasengele | 0        | 0       | 0           | 0          | 0          | 0          | 0           | 0          | 0                              | 0                              | 0                              | 0                              | 0        | 0      | 0           | 0          |
| B. Unger            | 0        | 0       | 0           | 0          | 0          | 0          | 0           | 0          | 0                              | 0                              | 0                              | 0                              | 0        | 0      | 0           | 0          |
| K. Wimmer           | 4        | 1       | 1           | 0          | 5          | 0          | 2           | 0          | 6                              | 0                              | 0                              | 1                              | 15       | 1      | 3           | 1          |
| B. Zimmermann       | 5        | 1       | 0           | 0          | 19         | 7          | 3           | 0          | 4                              | 0                              | 0                              | 0                              | 28       | 8      | 3           | 0          |